# Fernmeldekommando 2
Das Fernmeldekommando 2 war eines der Fernmeldekommandos des Heeres der Bundeswehr. Der Sitz des Stabs war Ulm. Das Fernmeldekommando war Teil der Korpstruppen des II. Korps.

## Aufträge
Das Fernmeldekommando bündelte auf Ebene des Korps die Truppenteile der Fernmeldetruppe. Hauptaufgabe war der Aufbau, der Betrieb und die Wartung der Informationstechnik der Korpsgefechtsstände. Die Fernmeldetechnik ermöglichte dem Kommandierenden General und seinem Stab die Verbindung zu den eigenen Korpstruppen, zu den unterstellten Divisionen, zu den benachbarten Korps und übergeordneten Führungsstäben der Central Army Group. Hauptaufgabe des Fernmeldebataillons 220 war die Elektronische Kampfführung.
Insgesamt entsprach die Größe des Fernmeldekommandos mit etwa 2200 Soldaten in der Kriegsgliederung in etwa einer halben Brigade des Feldheeres.

## Gliederung
Um 1989 gliederte sich das Fernmeldekommando grob in:
- Stab / Stabskompanie Fernmeldekommando 2, Ulm
  -  Fernmeldebataillon 210, Dillingen
  -  Fernmeldebataillon 220, Donauwörth
  -  Fernmeldebataillon 230, Dillingen
  -  Fernmeldeausbildungskompanie 1/II, Dillingen (im Frieden zu Fernmeldebataillon 230)
  -  Fernmeldeausbildungskompanie 2/II, Dillingen (im Frieden zu Fernmeldebataillon 210)
  -  Fernmeldeausbildungskompanie 3/II, Bruchsal
  -  Fernmeldeausbildungskompanie 4/II, Bruchsal
  -  Fernmeldeausbildungskompanie 5/II (EloKa), Donauwörth (im Frieden zu Fernmeldebataillon 220)

Im Frieden waren zusätzlich die Frontnachrichtenkompanie 200 und die Fernspähkompanie 200 unterstellt. Beide Kompanien waren im Verteidigungsfall direkt dem II. Korps unterstellt. Dem Fernmeldekommando 2 unterstanden im Frieden zusätzlich drei Fernmeldekompanien für die Elektronische Kampfführung, die im Verteidigungsfall der 4. Panzergrenadierdivision, sowie der 10. und 12. Panzerdivision unterstanden.

## Geschichte

### Vorgeschichte
Ab 1960 wurde in Ulm der Korpsfernmeldekommandeur 2 ausgeplant, der seinen Sitz in der Ulm Wilhelmsburg-Kaserne hatte.

### Aufstellung
Das Fernmeldekommando 2 wurde am 1. Oktober 1973 zur Einnahme der Heeresstruktur III in der Wilhelmsburg-Kaserne in Ulm aufgestellt. Zur Aufstellung wurde der Stab des Korpsfernmeldekommandeurs 2 herangezogen.

### Auflösung
Nach Ende des Kalten Krieges wurde das Fernmeldekommando 2 zum 31. März 1994 etwa zeitgleich mit der Umgliederung des II. Korps zum II. Deutsch-Amerikanischen Korps außer Dienst gestellt. Teile wurden zum Führungsunterstützungsbrigade 2 mit Stab ebenfalls in Ulm umgegliedert.

## Verbandsabzeichen

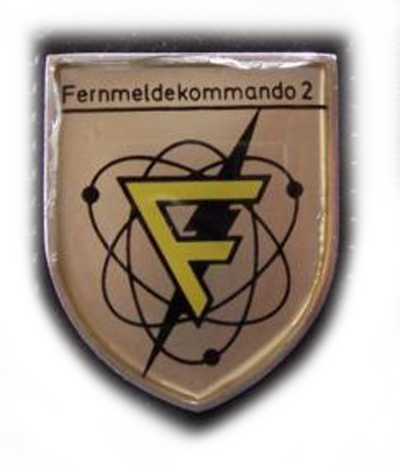
Internes Verbandsabzeichen des Stabes/Stabskompanie

Das Fernmeldekommando führte aufgrund seiner Ausplanung als Teil der unselbständigen Korpstruppen kein eigenes Verbandsabzeichen. Die Soldaten trugen daher das Verbandsabzeichen des übergeordneten Korps.
Als „Abzeichen“ wurde daher unpräzise manchmal das interne Verbandsabzeichen des Stabes und der Stabskompanie „pars pro toto“ für das gesamte Fernmeldekommando genutzt. Es zeigte im Wesentlichen als Hinweis auf die Truppengattung den Blitz, der ähnlich im Barettabzeichen der Fernmeldetruppe enthalten ist, den Großbuchstabe F (steht für "Führungsdienst") in der gelben Waffenfarbe der Truppe, sowie ein Atommodell ähnlich dem Bohrschen Atommodell für die elektrotechnischen Grundlagen der Fernmeldetechnik.